# كاتدرائية نوتردام دي لا غارد

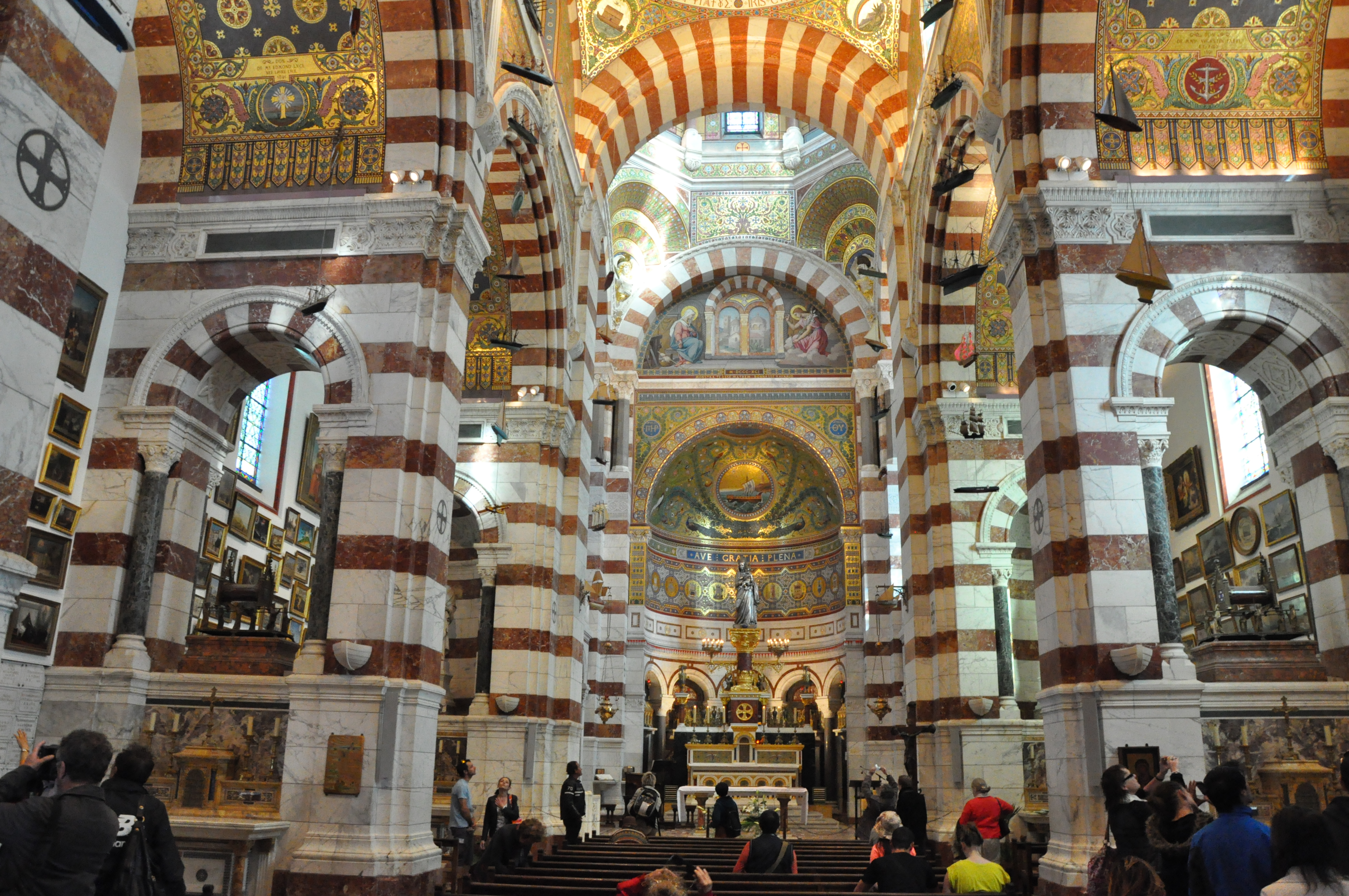
كاتدرائية نوتردام دي لا غارد من الداخل.

كاتدرائية نوتردام دي لا غارد (بالفرنسيّة: Notre-Dame de la Garde) هي كاتدرائية رومانية كاثوليكية تقع في مدينة مرسيليا، فرنسا. وقد بنيت هذه الكنيسة على نمط العمارة البيزنطية الجديدة من قبل المهندس المعماري هنري جاك إسبيرانديو وعلى أسس من الحصن القديم. ويقع الحصن على الارتفاع الأعلى في مرسيليا. تُعد الكنيسة من المعالم المحلية الهامة في المدينة ويحتضن الموقع مناسبة حج سنوي وشعبي من كل عام في عيد انتقال العذراء في 15 أغسطس.
كرست الكنيسة في 5 يونيو 1864، لتحل محل كنيسة كانت تحمل نفس الاسم والتي تم بنائها في 1214 وأعيد بنائها في القرن الخامس عشر. ذكر كارلو الثاني ملك نابولي وظيفتها كحارس في القرن الخامس عشر، ولكن تم بناء الكاتدرائية الحاليَّة في القرن السادس عشر على أسس قلعة وحصن أقامها فرانسوا الأول ملك فرنسا لمقاومة حصار 1536 من مرسيليا.
تم اكتشاف الحجر الجيري الأخضر من منطقة فلورنسا والذي استخدم لبناء الكنيسة. حدثت أعمال ترميم واسعة النطاق خلال الفترة من 2001 إلى 2008، بما في ذلك تم ترميم الفسيفساء التي تضررت من الدخان وتأثير الرصاص أثناء تحرير فرنسا في نهاية الحرب العالمية الثانية. يرى سكان مرسيليا تقليديًا كنيسة نوتردام دي لا غارد كحارس وحامي للمدينة. يشير السكان المحليين عادًة إلى الكنيسة باسم (بالفرنسيّة: la bonne mère؛ أي الأم الجيدة).

## معرض صور

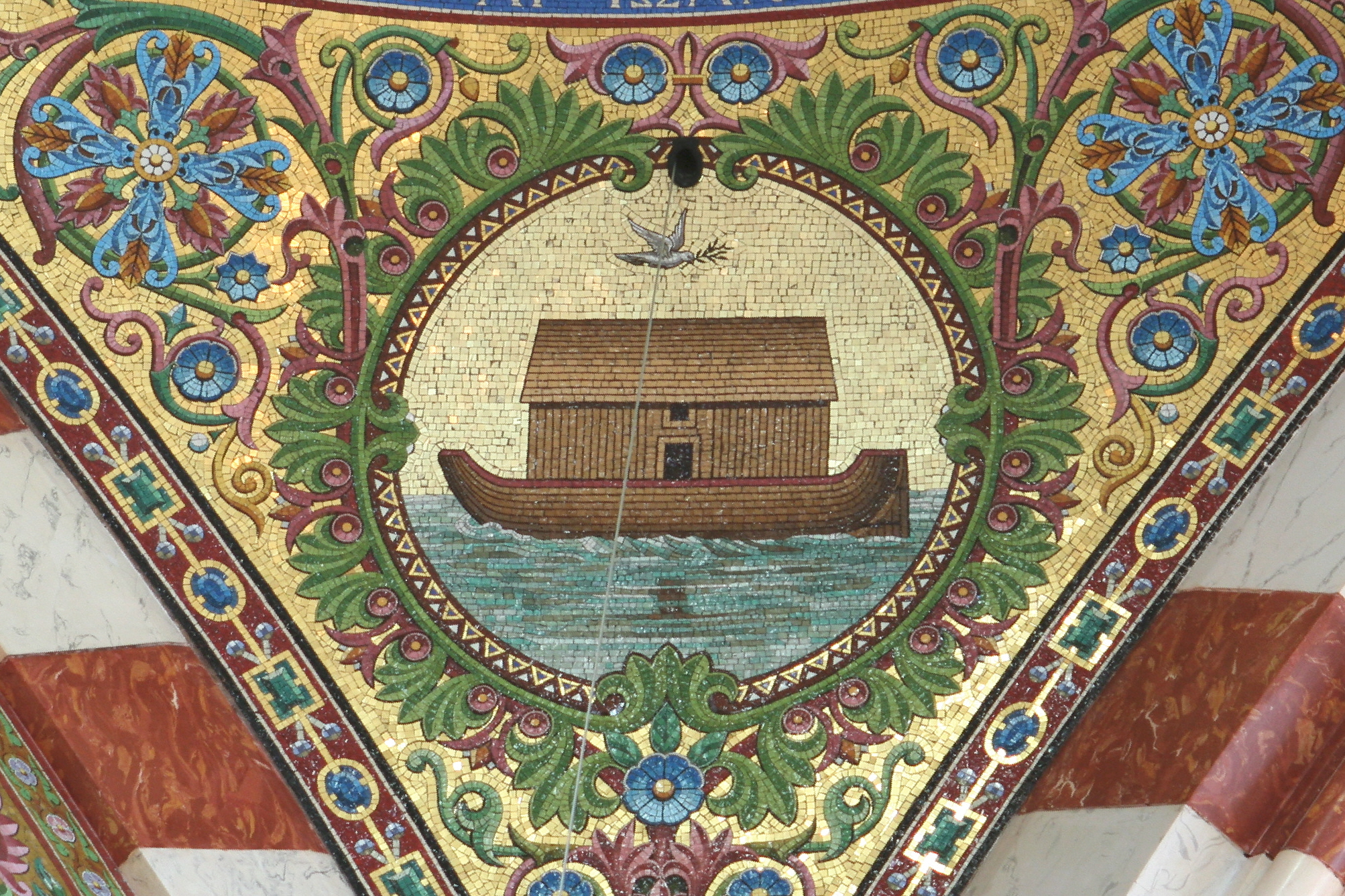
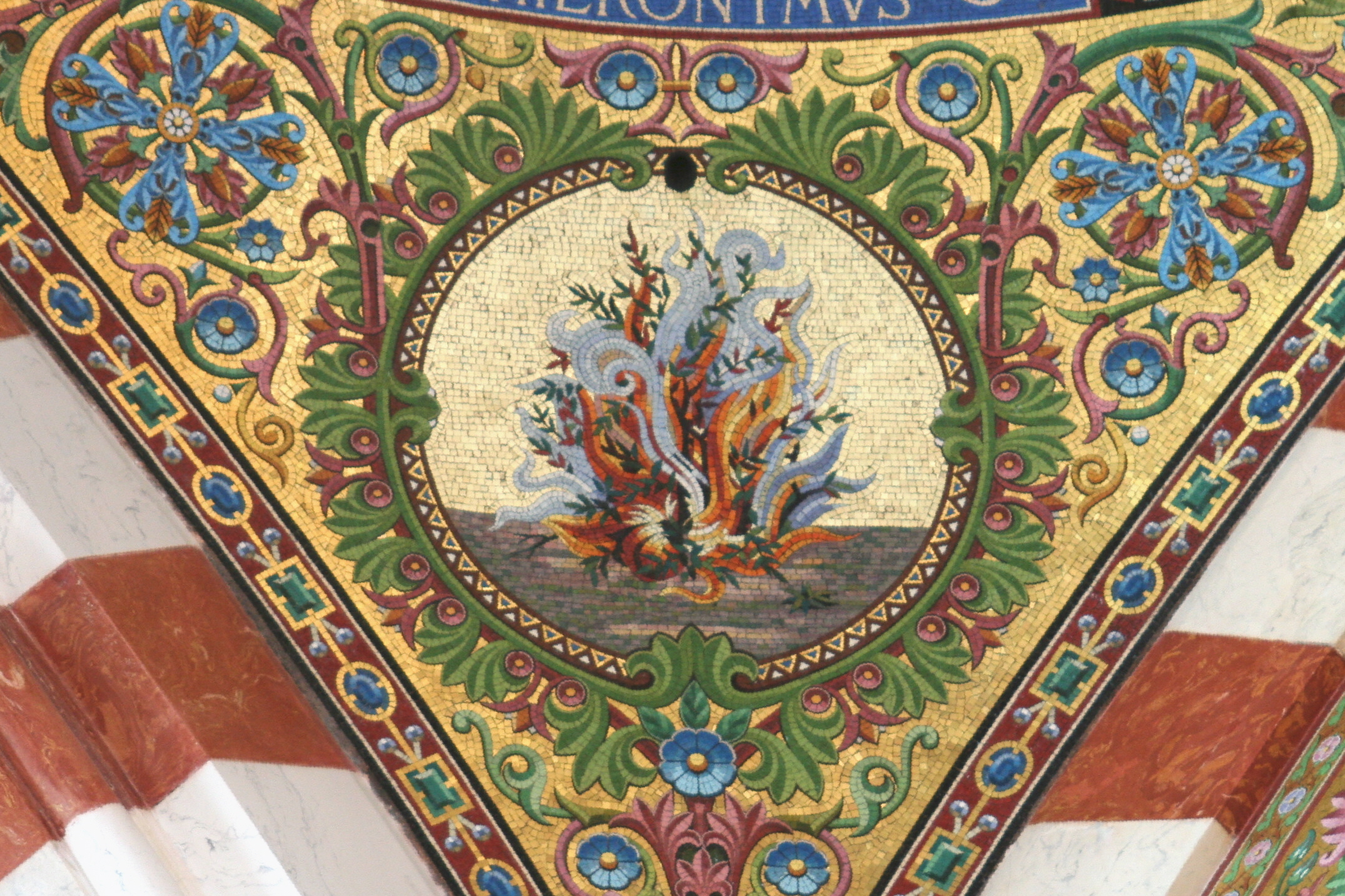
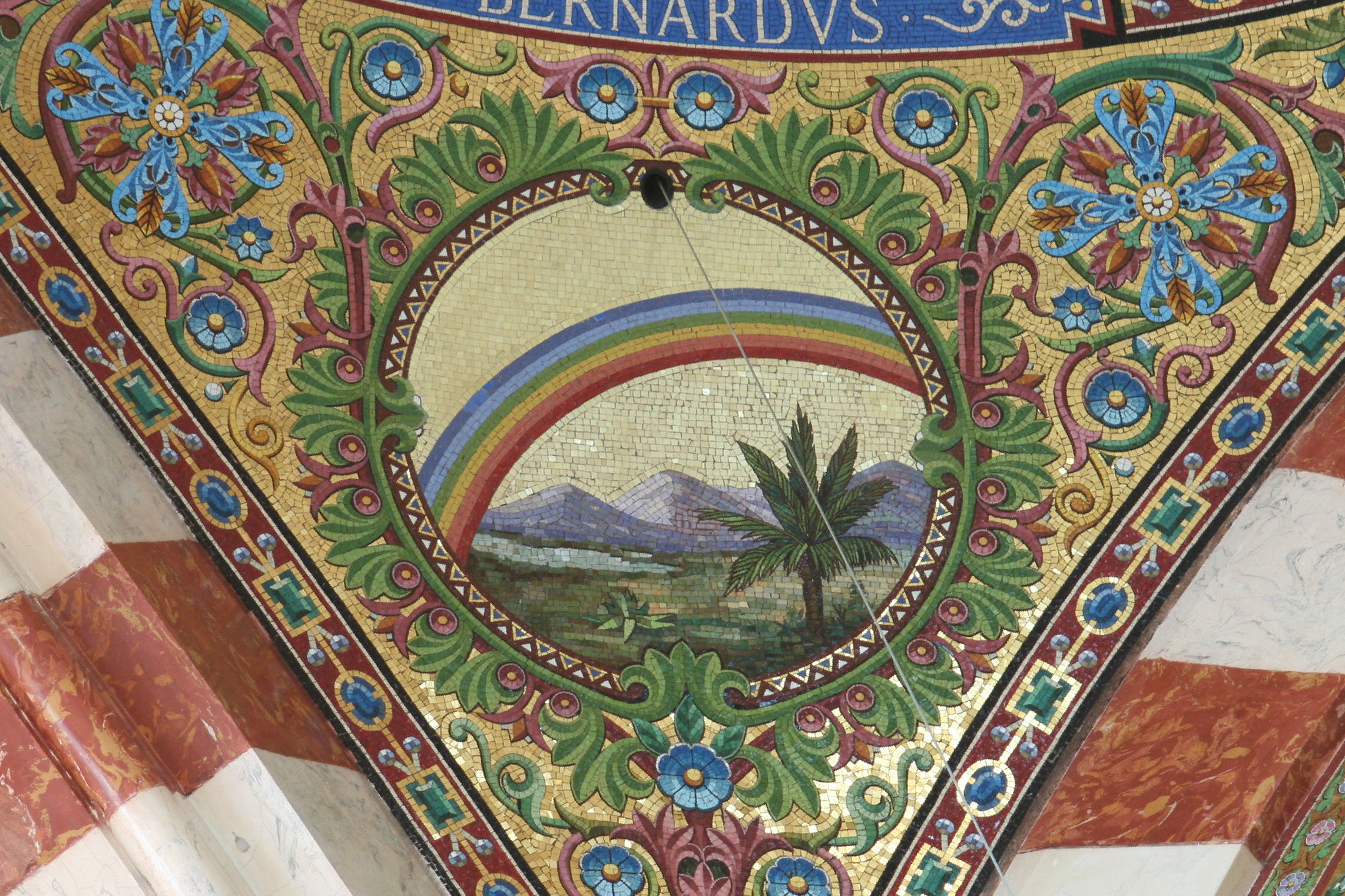
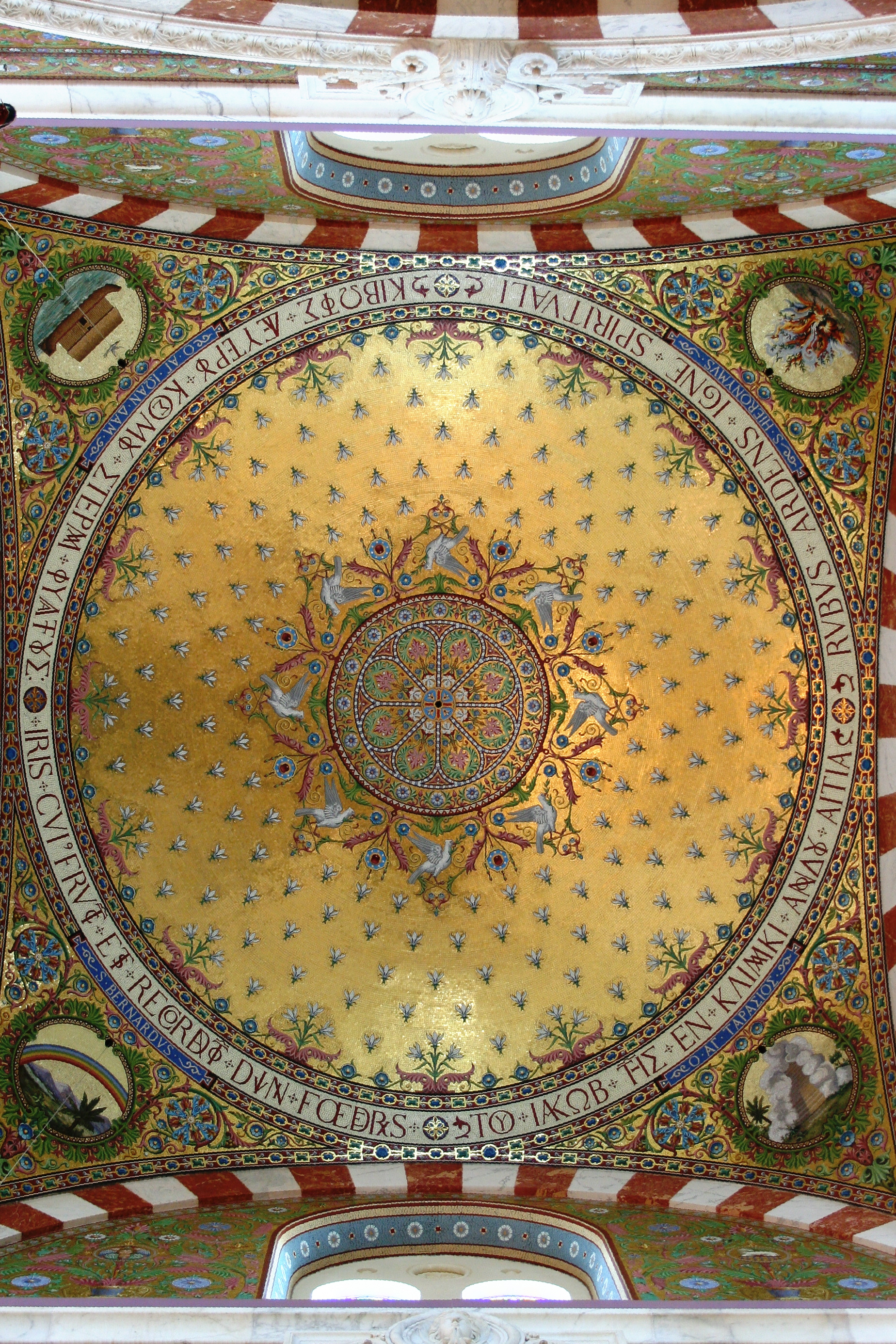
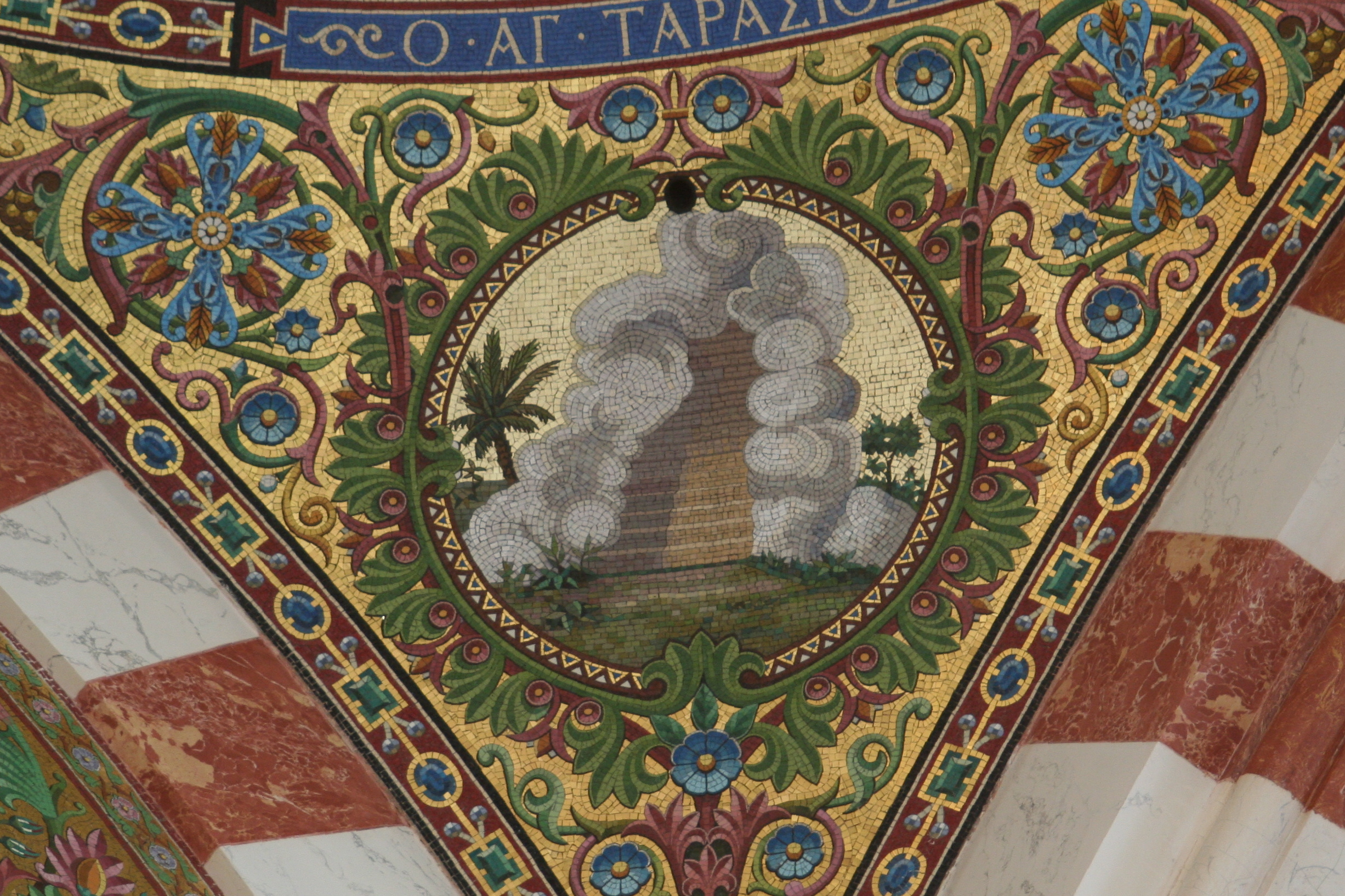

## مواقع خارجية
- Office du Tourisme
- notredamedelagarde.com
- Diocèse de Marseille
- Photos personnelles de Notre dame de la Garde. Photographies prisent par Thierry.A des Docks.